# Media Interactiva
Media Interactiva es una empresa española de tecnología educativa especializada en el desarrollo de software y contenidos para la certificación de competencias digitales. Ha formado a más de 8 millones de personas en todo el mundo.
Media Interactiva comercializa su propio catálogo de productos de preparación para las certificaciones oficiales de gigantes tecnológicos como Microsoft, Amazon y Cisco, entre otros, a través de  MeasureUp. Asimismo, Media Interactiva cuenta con dos plataformas propias, la plataforma de evaluación online Pedagoo y la plataforma iTalentUp, creada para ayudar a los departamentos de recursos humanos a  validar los conocimientos de TI durante los procesos de selección. En los últimos años, Media Interactiva ha apostado por otros sectores como la hostelería, con la apertura del hotel boutique Hoteles Desconecta2, los apartamentos turísticos a través de Brocmor Homes y la consultoría estratégica con Huore Studio.

## Historia
Media Interactiva se fundó en 2011 en Sevilla por Sam Brocal y Laura Morillo como una startup dedicada a la tecnología educativa.
En 2013, la empresa se constituyó como holding, englobando varias empresas españolas y filiales en EE. UU., entre ellas Performance Testing Solutions Inc.
La marca norteamericana MeasureUp, que se centra en ofrecer tests prácticos y evaluaciones para preparar las certificaciones oficiales de TI, se incorporó a la empresa en 2014.
En 2016, la empresa lanzó LearnMOS, una marca especializada en la formación de Microsoft Office Specialist. Al año siguiente, Media Interactiva Software se integró en Media Interactiva Solutions.
En 2018, MeasureUp se convirtió en el proveedor oficial de tests prácticos de certificación de TI de Microsoft. Ese mismo año gracias a Certinet, un proyecto de Media Interactiva y la Cámara de Comercio de Bilbao que facilitaba a los centros escolares la integración de las competencias digitales en su programa académico, España fue finalista del Campeonato Mundial de Microsoft Office Specialist (MOS World Championship).  La empresa también fue incluida en la segunda edición del FT 1000 (Las empresas de más rápido crecimiento en Europa). En 2019, Media Interactiva se convirtió en desarrollador oficial de Amazon. En 2020, recibe el premio APEL a la excelencia en el e-Learning, como mejor solución e-learning en la categoría solución de carácter social.
En 2021, la empresa inauguró Hoteles Desconecta2, un hotel boutique de 5 estrellas en Monesterio, Extremadura, con una inversión de más de 2 millones de euros y cofinanciado por la Consejería de Economía, Ciencia y Agenda Digital del Gobierno de Extremadura y el Fondo Europeo de Desarrollo Regional (FEDER).  En 2023, Media Interactiva lanzó Huore Studio, consultora estratégica que aumenta la productividad de las empresas utilizando principios de la metafísica china. Ese mismo año, Media Interactiva recibe el Premio a la Excelencia en las PYMES Andaluzas, otorgado por Grupo JOLY y Caixabank.  
En 2024, el grupo Media Interactiva lanza su plataforma iTalentUp, diseñada para ayudar a los profesionales de recursos humanos, agencias de reclutamiento y empresas a identificar talento de primer nivel.

## Actividades
Media Interactiva tiene su sede principal en Sevilla, España. La dirección de la empresa incluye a Sam Brocal, CEO desde 2011, y Laura Morillo, responsable de Recursos Humanos desde 2015.
Media Interactiva es un grupo empresarial que desarrolla tecnología y contenidos educativos para certificar competencias digitales. El grupo incluye varias líneas de negocio:
- MeasureUp ofrece tests prácticos y evaluaciones para certificaciones oficiales de TI de empresas como Microsoft y Amazon. Con más de 200 tests, ha formado a más de 8 millones de candidatos y da servicio a clientes como Microsoft, Pearson y Fujitsu.
- Pedagoo es una plataforma online que gestiona el proceso de evaluación al completo, desde la creación de pruebas hasta la generación de informes de resultados.
- iTalentUp ayuda a los profesionales de RRHH a validar los conocimientos de TI durante la selección de candidatos, utilizando el catálogo de MeasureUp.
- Hoteles Desconecta2 es un hotel boutique rural de 5 estrellas en Monesterio, Extremadura, que cuenta con 9 habitaciones, piscina infinita, spa, gimnasio, restaurante y terraza exterior.
- Brocmor Homes se especializa en la adquisición y gestión de propiedades para alquiler vacacional y de larga temporada.
- Huore Studio es una consultora estratégica que ayuda a las empresas a mejorar su productividad utilizando principios metafísicos chinos y ofrece cursos online sobre estas disciplinas.